# 169e division d'infanterie (Allemagne)
Pour les articles homonymes, voir 169e division d'infanterie.
La  169e division d'infanterie (en allemand : 169. Infanterie-Division ou 169. ID) est une des divisions d'infanterie de l'armée allemande (Wehrmacht) durant la Seconde Guerre mondiale.

## Création
La 169. Infanterie-Division est formé le 28 novembre 1939 dans la région d'Offenbach dans le Wehrkreis IX en tant qu'élément de la 7. Welle (7e vague de mobilisation).
Avec la 16. Armee, elle participe à la bataille de France autour de Verdun et Metz. En mai 1941, elle est envoyée en Finlande pour prendre Mourmansk, ce qu'elle essayera en vain pendant 2 ans.
En novembre 1944, elle est transférée sur la Norvège jusqu'en avril 1945 avant de retourner en Allemagne, où elle est détruite en mai 1945 dans la poche d'Halbe par les forces soviétiques.

## Organisation

### Commandants
| Date                                 | Grade                  | Commandant             |
| ------------------------------------ | ---------------------- | ---------------------- |
| 28 novembre 1939 - 1er décembre 1939 | Generalleutnant        | Philipp Müller-Gebhard |
| 1er décembre 1939 - 1er février 1941 | Generalleutnant        | Heinrich Kirchheim     |
| 1er février 1941 - 29 septembre 1941 | Generalleutnant        | Kurt Dittmar           |
| 29 septembre 1941 - 22 juin 1943     | General der Artillerie | Hermann Tittel         |
| 22 juin 1943 - 8 mai 1945            | Generalleutnant        | Georg Radziej (en)     |

### Officiers d'opérations (Generalstabsoffiziere (Ia))
| Date                             | Grade          | Commandant           |
| -------------------------------- | -------------- | -------------------- |
| 5 janvier 1940 - 15 juillet 1940 | Major          | Herbert Deinhardt    |
| 15 juillet 1940 - 20 août 1941   | Major          | Hans Friedrich Behle |
| 20 août 1941 - 15 août 1944      | Oberstleutnant | Helmut Siemoneit     |
| 25 août 1944 - ? 1945            | Oberstleutnant | Helmut Schuon        |

## Théâtres d'opérations
- Allemagne : novembre 1939 - Mai 1940
- France : mai 1940 - Juin 1941
- Balkans : 1941
  - Mai 1940 - Juin 1940 : campagne de France
- Scandinavie; Norvège et Laponie Finlandaise, combats pour Mourmansk : juin 1941 - Novembre 1944
- Norvège : novembre 1944 - Avril 1945
- Est de l'Allemagne, Breslau : avril 1945 - Mai 1945

## Ordres de bataille
1939
- Infanterie-Regiment 378
- Infanterie-Regiment 379
- leichte Artillerie-Abteilung 230

1940
- Infanterie-Regiment 378
- Infanterie-Regiment 379
- Infanterie-Regiment 392
- Artillerie-Regiment 230
- Pionier-Bataillon 230
- Panzerabwehr-Abteilung 230
- Infanterie-Divisions-Nachrichten-Abteilung 230
- Infanterie-Divisions-Nachschubführer 230

## Décorations
Des membres de cette division ont été récompensés à titre personnel pour leurs faits de guerre:
- Agrafe de la liste d'honneur : 2
- Croix allemande
  - en Or : 30
- Croix de chevalier de la Croix de fer
  - 7
  - 1 non officielle